# Tetragonisca fiebrigi
Tetragonisca fiebrigi là một loài Hymenoptera trong họ Apidae. Loài này được Schwarz mô tả khoa học năm 1938.